# Корольов Валентин Олексійович
Валентин Олексійович Корольов (рос. Королёв Валентин Алексеевич; 7 жовтня 1912, Камишлов, Пермська губернія, Російська імперія — 31 березня 1993, Київ) — український радянський художник комбінованих зйомок. Нагороджений орденом Червоної Зірки, медалями. Заслужений діяч мистецтв УРСР (1973).

## Життєпис
Закінчив Київський архітектурно-будівельний інститут (1940).
Учасник Другої Світової війни. В 1945–1949 рр. працював у Німеччині на студії ДЕФА.
З 1949 р. — художник комбінованих зйомок Київської кіностудії ім. О. П. Довженка.
Був членом Спілки кінематографістів України.
Помер 31 березня 1993 року в Києві.

## Фільмографія
1. 1941: «Богдан Хмельницький»
2. 1941: «Майська ніч»
3. 1950: «У мирні дні»
4. 1951: «Тарас Шевченко»
5. 1952: «Нерозлучні друзі»
6. 1954: «Командир корабля»
7. 1956: «Дівчина з маяка»
8. 1956: «300 років тому…»
9. 1956: «Долина синіх скель» (художник-постановник у співавт. з М. Ліпкіним; реж. М. Красій)
10. 1957: «Якби каміння говорило...»
11. 1957: «Народжені бурею»
12. 1958: «Гроза над полями»
13. 1958: «Чарівна ніч» (художник-постановник)
14. 1961: «Йду до вас!..»
15. 1962: «Їхали ми, їхали...»
16. 1963: «Рибки захотілось…» (художник-постановник)
17. 1964: «Ракети не повинні злетіти»
18. 1965: «Немає невідомих солдатів»
19. 1967: «Циган»
20. 1969: «Острів Вовчий»
21. 1970: «Чи вмієте ви жити?»
22. 1970: «Назвіть ураган „Марією“»
23. 1973: «Повість про жінку»
24. 1974: «Червоний півень плімутрок» (т/ф)
25. 1976: «Бути братом» (т/ф)
26. 1977: «Співає Микола Кондратюк» (т/ф)
27. 1978: «Алтунін приймає рішення» (т/ф, 3 с)
28. 1979: «Дачна поїздка сержанта Цибулі»
29. 1980: «Мільйони Ферфакса»
30. 1982: «Стратити немає можливості», «Попередження»
31. 1983: «Повернення з орбіти» (у співавт.)
32. 1985: «Твоє мирне небо»